# Caloptilla
Caloptilla är ett släkte av insekter. Caloptilla ingår i familjen gräshoppor.
Kladogram enligt Catalogue of Life:
| Caloptilla | \| \| Caloptilla australis \| \| \| \| \| \| Caloptilla lutescens \| \| \| \| |
|            | \| \| Caloptilla australis \| \| \| \| \| \| Caloptilla lutescens \| \| \| \| |
|            | Caloptilla australis                                                          |
|            |                                                                               |
|            | Caloptilla lutescens                                                          |
|            |                                                                               |